# Toyota Celica GT-Four
Toyota Celica GT-Four — модель Celica в кузове лифтбэк, с турбированным двигателем 3S-GTE и системой постоянного полного привода. Автомобиль был создан для участия в Чемпионате мира по ралли, правила которого говорят о том, что производитель должен выпустить дорожных версий автомобиля в достаточном количестве. Такие автомобили называют дорожно-омологированными.
Celica GT-Four прошла три поколения; ST165, на базе четвёртого поколения Celica, и выпускавшаяся между октябрём 1986 года и августом 1989 года; округлая ST185 производившаяся с сентября 1989 года по сентябрь 1993 года; и ST205 строившаяся с февраля 1994 года по июнь 1999 года.
Celica GT-Four строилась на заводе в японском городе Тахара, а раллийные автомобили подготавливались Toyota Team Europe в немецком Кёльне.
Дебют Celica GT-Four ST165 состоялся на Чемпионате мира по ралли (WRC) в 1988 году на Тур де Корс, но первая победа на WRC состоялась в 1989 на ралли Австралии. Дебют ST185 на WRC состоялся в 1992 году на ралли Монте-Карло, а первая победа на WRC в 1992 году на ралли Сафари. ST185 был самым успешным раллийным автомобилем Toyota. ST205 появился в конце 1994 года, и стал официальный автомобилем ралли в 1995 году с одной победой на WRC. Он также победил в 1996 году на Европейском чемпионате по ралли.
Toyota Celica GT-Four в истории WRC заняла особое место, так как ранее на чемпионате доминировали европейские производители, и это был первый японский полноприводный турбированный автомобиль, на котором был выигран как личный зачёт чемпионата мира по ралли, так и зачёт марок, хотя и не первый, побеждавший на отдельных этапах. С тех пор и другие японские производители добивались успеха на WRC. Toyota предшествовала Mitsubishi (Lancer Evolution и Galant VR-4) и Subaru (Legacy и Impreza), но не Mazda (Mazda 323GT-R & 323GT-X). Позже Toyota покинула WRC и сконцентрировала свои усилия на гонках Формулы 1.
Toyota Team Europe (TTE) была первой, кто применил систему антилаг (ALS) в своей Группе A, на автомобилях ST205 Celica GT-Four, и ставшей технологическим прорывом, который позже был перенят другими командами.

## ST165 (1986—1989)
Концепт Celica GT-Four начался с прототипа кабриолета, представленного на Токийском автосалоне 1985 года. Белый автомобиль с бордовым салоном стал первым, названным Celica GT-Four, и являвшимся открытым (кабриолетом) полноприводным автомобилем (Open Air 4WD Motoring). Кабриолет так и не пошел в производство, и название перешло к модели хетчбэк, производство которого началось в октябре 1986 года.

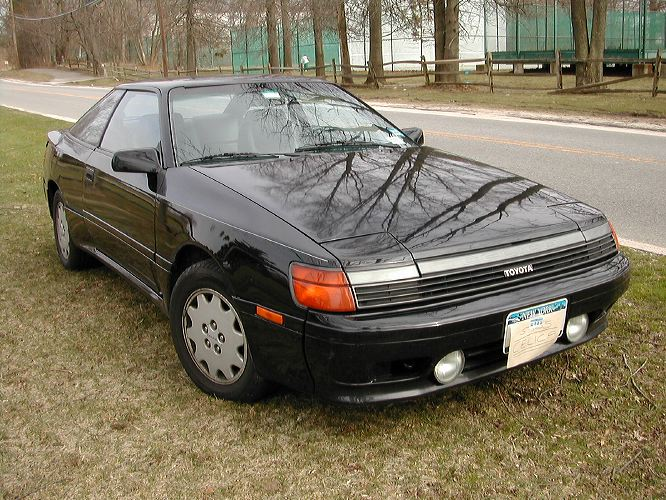
ST165 Celica All-Trac Turbo (1988, США)

ST165 GT-Four можно отличить от переднеприводной Celica по переднему бамперу, имеющему большие отверстия, и по шильдикам «GT-Four» на дверях. Внутри, оригинальный GT-Four имеет переключатель блокировки дифференциала возле ручного тормоза для моделей 1986 и 1987 годов.
Celica GT-Four была доработана в октябре 1987 года. Как и на других переднеприводных Celica, на ST165 обновились решётка и задние фонари. Экспортная версия также получила боковые спойлеры и двойные передние круглые противотуманные фары. Межосевой дифференциал был изменен на механически блокируемый. GT-Four продавалась в США как All-Trac Turbo и в Канаде как 4WD Turbo.
ST165 не продавалась в Северной Америке до 1988 года, за исключением специального выпуска 77 автомобилей, проданных в честь победы Toyota на чемпионате IMSA GTO. Эти автомобили Celica были белого цвета, с белыми колёсами и синим интерьером и имели небольшие надписи «IMSA GTO CHAMPION» на молдингах и решётке. Каждый автомобиль был продан в одном из 77 дилерских центров Toyota в Калифорнии. Они продавались в 1987 году в качестве моделей 1988 года.
ST165 был единственным автомобилем, который продавался с первой версией двигателя Toyota 3S-GTE. Его мощность составляла 182—190 л.с. (в зависимости от рынка и модельного года), а крутящий момент 249 Нм.

## ST185 (1989—1993)

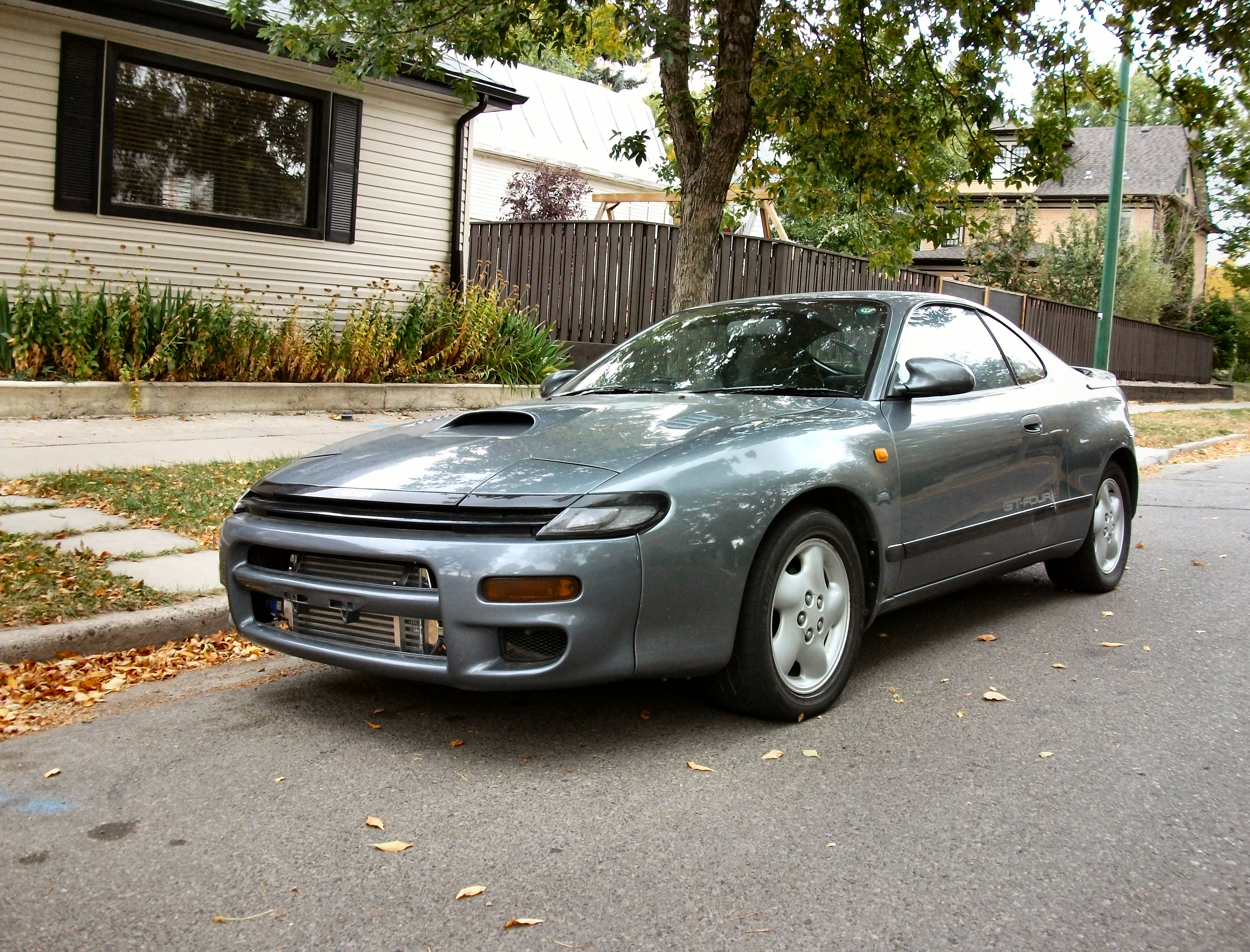
Toyota Celica GT-Four ST185, Канада

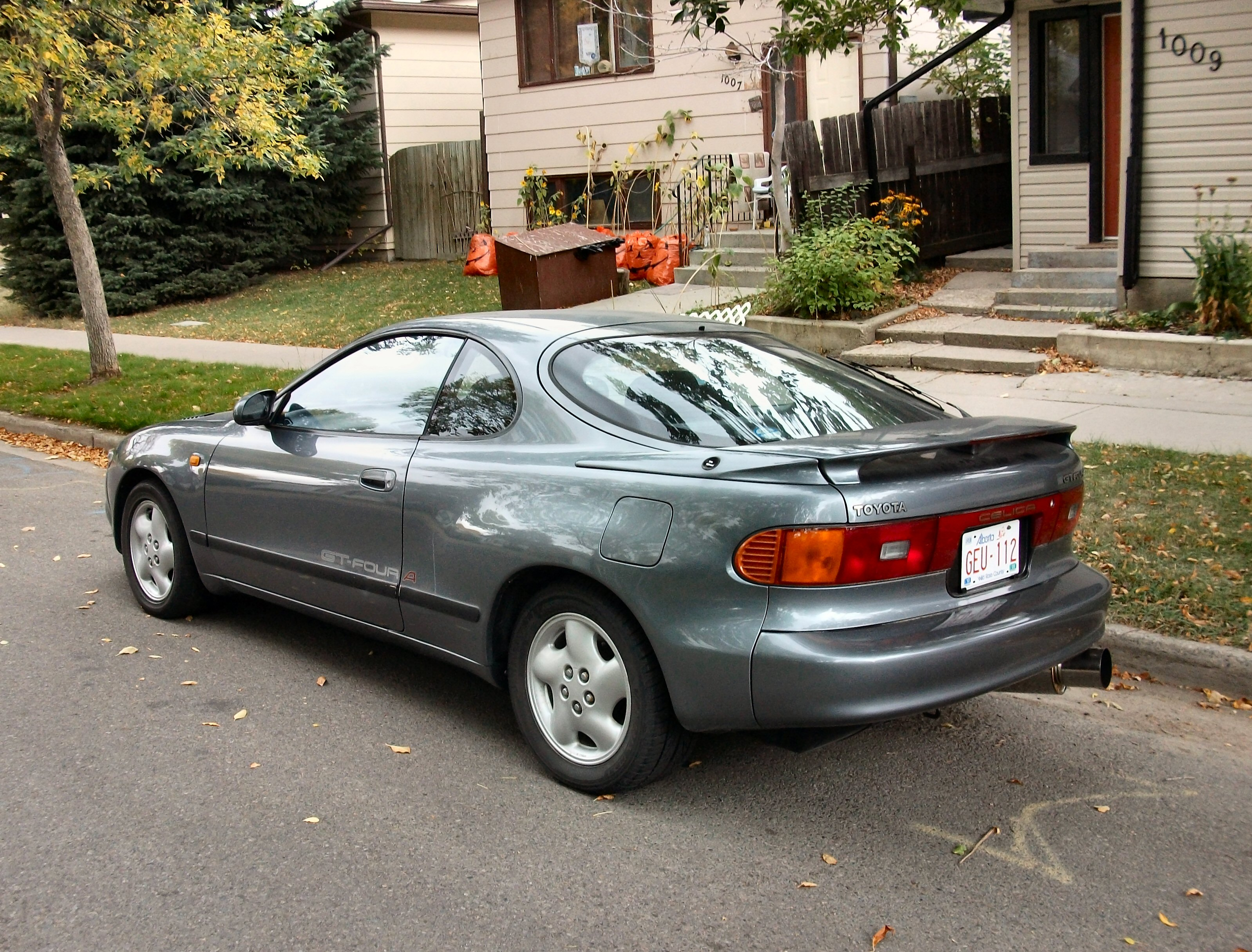
Вид сзади

Первые 21 единица ST185 были построены в декабре 1988 года как прототипы для различных тестов. Производство модели было запущено в Японии в сентябре 1989 года, продажи начались месяц спустя.
Двигатель 3S-GTE на автомобилях GT-Four оснащался интеркулером и турбина CT26 с двумя входами (twin entry turbo) для разделения потоков выхлопного газа. На японском рынке GT-Four имели мощность 225 л.с. (165 кВт) и крутящий момент 304 Нм, в результате установки улучшенной системы зажигания и керамической турбины. Система постоянного полного привода на GT-Four имела самоблокирующийся межосевой дифференциал, а некоторые модели оснащались задним дифференциалом Torsen.
Все экспортные модели GT-Four имели широкий кузов лифтбэк с расклешенными крыльями. Среди японских моделей GT-Four также был доступен обычный/узкий кузов с 1989 по 1991 годы.
В августе 1990 года, широкий кузов GT-Four A появился в японской линейке. Super Live Sound System с десятью колонками вошли в комплектацию стандартной версии GT-Four A.
Существовало три различных коробки передач для ST185 GT-Four. E150F с передаточным числом главной передачи 4,285 устанавливалась на японских моделях и All-Trac. Европейские и австралийские версии шли с коробкой E151F с передаточным числом 3,933. GT-Four Rally, производившаяся только для японского рынка, имела E152F с передаточным числом 4,285. Все RC/Carlos Sainz/Group A Rallye имели E151F.

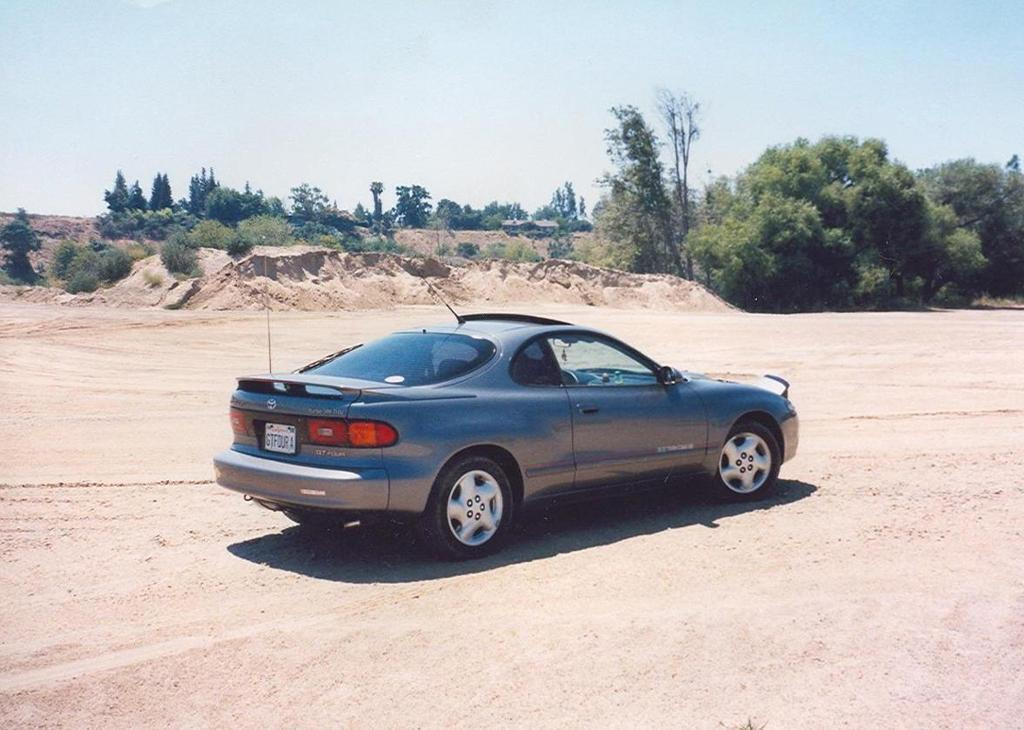
1993 Toyota Celica All-Trac Turbo (ST185)

Антиблокировочная система (ABS), кожаный интерьер, люк и система 10 Premium Sound System были опциями для '90-'92 All-Trac Turbo, и стандартом для '93 модельного года All-Trac Turbo. Со спортивным салоном, механическими регулировками сиденья водителя, автоматической регулировки рулевого колеса, подушками безопасности SRS и круиз контроля в качестве стандартной комплектации, ST185 All-Trac Turbo оставался самым дорогим автомобилем модели Celica. С 2-литровым турбированным мотором 3S-GTE, мощностью 203 л.с. (149 кВт) и крутящим моментом 270 Нм, она является самой мощной Celica, когда-либо проданных в США.

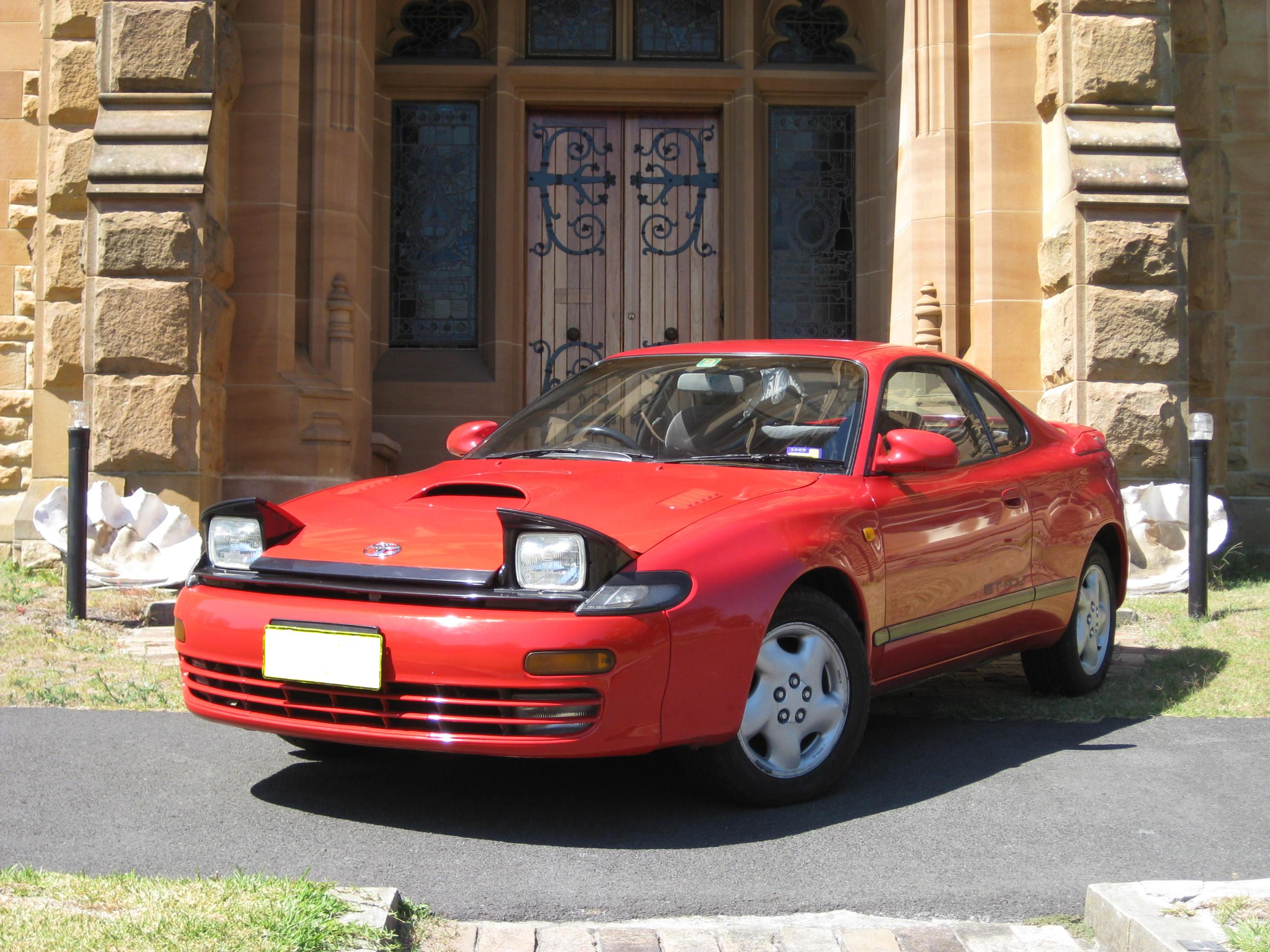
Toyota Celica GT-Four A (ST185) в цвете Super Red (1990)

Европейские версии имели в стандарте ABS. Также предлагались омыватели фар. Люк был в стандарте для британских моделей, либо опцией для автомобилей на континенте. Однако, система 10 Premium Sound System и кожаный интерьер были доступны в качестве опции только на выборочных европейских рынках, и не предлагались в Великобритании.
Австралийская версия была менее роскошной, нежели другие модели. Круиз контроль, кожа и люк не предлагались. Ранние модели не имели ABS, также противотуманные фары стали стандартом только спустя несколько месяцев после появления модели. Однако, Австралия является страной с наибольшим числом ST185.
Как и другие Celica, GT-Four приобрела некоторые изменения в августе 1991 года для 1992 модельного года. Этот фейслифтинг внес новую эллиптичную эмблему Toyota на капоте и багажнике, рестайлинговые задние фонари с копченой красной рамкой и короткий рычаг переключения передач. Японские модели также получили круглые передние противотуманные фары.

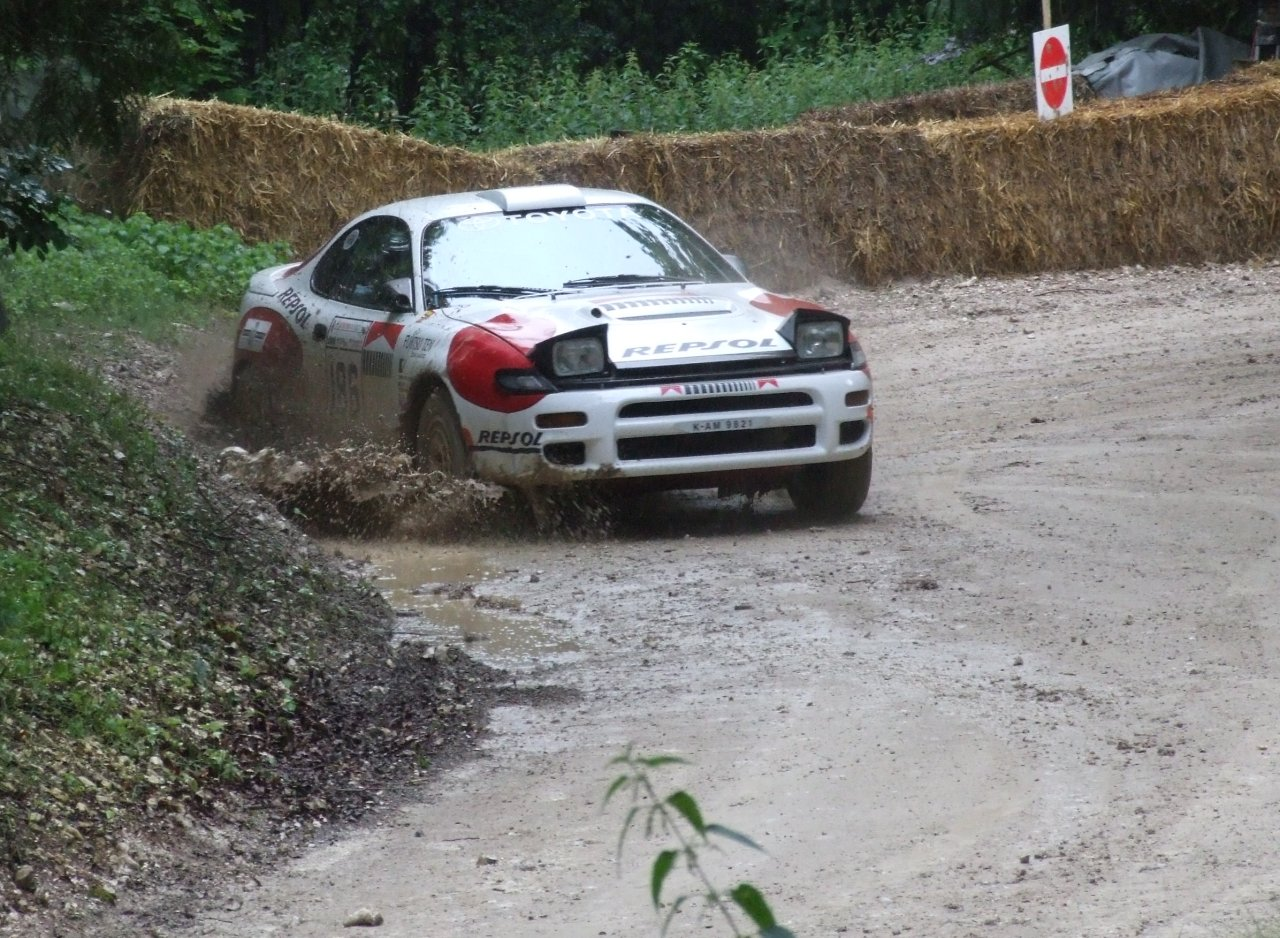
Celica GT-Four RC (ST185) на одном из этапов ралли в Англии, 2007

Специальная ралли-серия из 5000 единиц была известна как GT-Four RC и была запущена в сентябре 1991 года в Японии. Экспортная версия известна как Carlos Sainz (CS) Limited Edition в Европе (в честь известного гонщика WRC), или как Group A Rallye в Австралии. Специальная серия включала:
- жидкостно-воздушный интеркулер вместо стандартного воздушного, который был гораздо лучше приспособлен для использования на соревнованиях.
- другой капот, используется для вывода воздуха из моторного отсека, вместо того, чтобы направлять его на интеркулер.
- разные бампера, облегчённые за счет больших отверстий, в отличие от стандартных.
- укороченные рычаг переключения передач и ход педалей.
- тройные конусы синхронизаторов на 2 и 3 передачах, взамен двойных конусов.
- специальная табличка с номером на центральной консоли.

Из 5000 единиц, 1800 предназначались для японского рынка, 3000 были выделены для Европы, 150 для Австралии, 25 для Сингапура, оставшаяся часть отправилась в Новую Зеландию и другие рынки.

## ST205 (1994—1999)

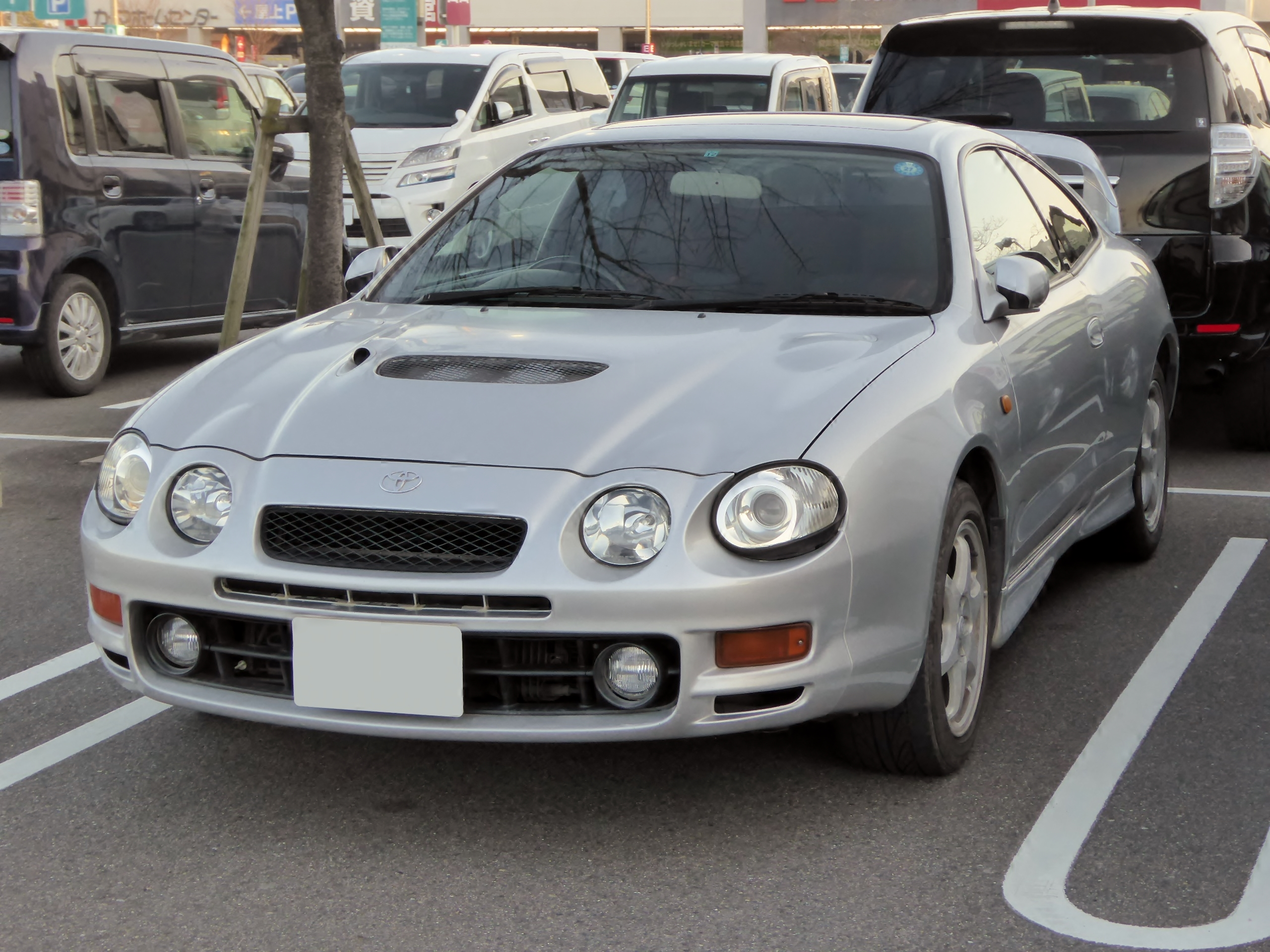
Celica GT-Four ST205, Япония

Celica GT-Four ST205 появилась на японском рынке в феврале 1994 года, а для австралийского, европейского и британского рынков в середине года. Эта версия должна была стать самой мощной Celica на то время, с обновленным двигателем 3S-GTE совместно с коробкой передач E154F, мощность колебалась от 242 л.с. (178 кВт) для экспортных моделей до 255 л.с. (188 кВт) для моделей японского рынка. Новое поколение существенно повлияло на Toyota Team Europe, заводскую команду Toyota на Чемпионате мира по ралли. В окончательную версию GT-Four вошли улучшения, такие как алюминиевый капот для снижения веса, четырёхканальная ABS (опционально для японского рынка), улучшенные турбина CT20B и подвеска.

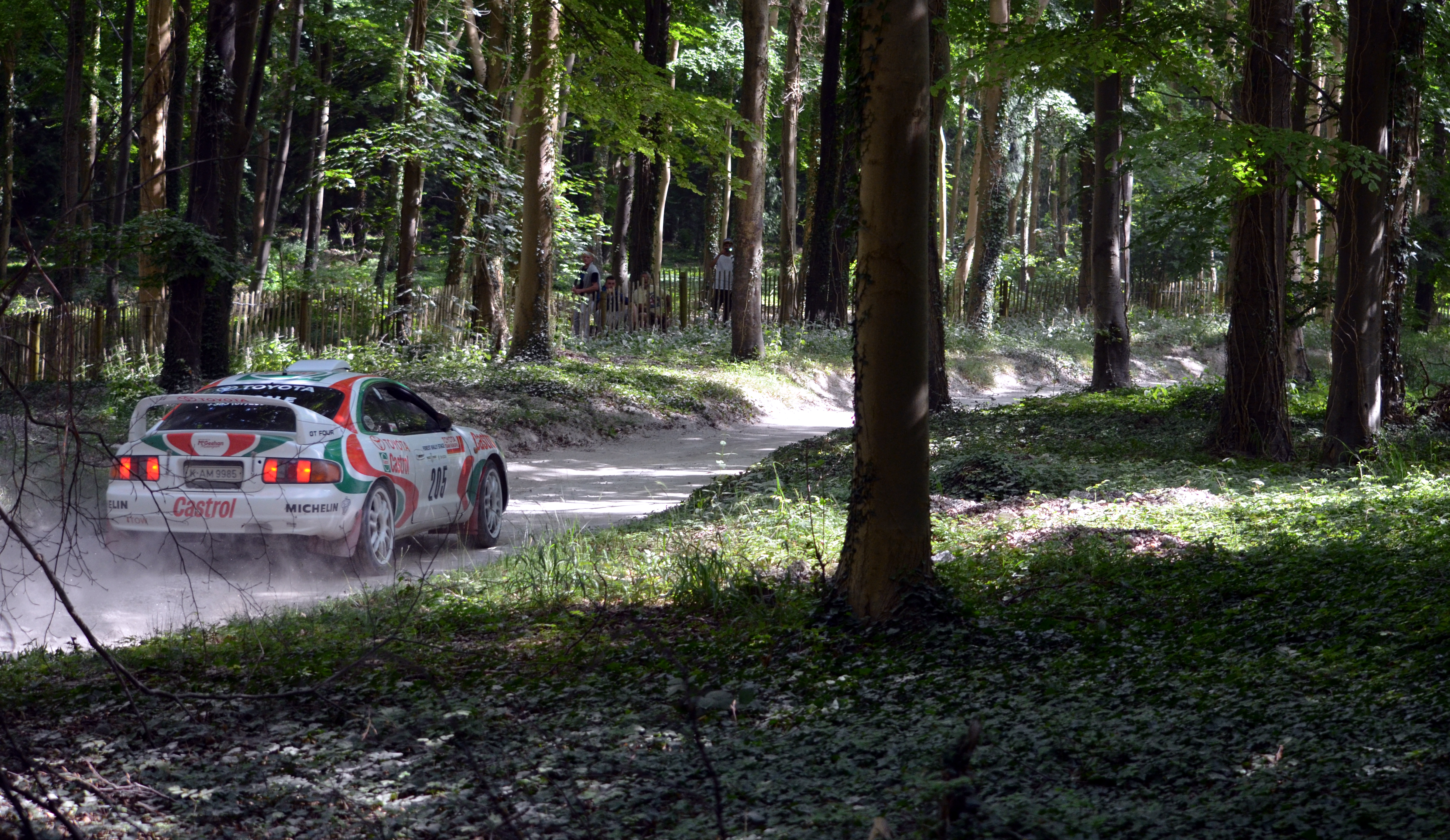
ST205 на соревновании в Англии, 2014

2500 единиц омологированных автомобилей построенных Toyota для участия GT-Four на Чемпионате мира по ралли как автомобиль Группы А. Автомобиль имел, помимо всего прочего, систему анти-лаг, доработанный фронтальный интеркулер, небольшой спойлер на капоте и сзади. Из 2500 построенных GT-Four WRC, 2100 остались в Японии, 300 были вывезены в Европу, 77 в Австралию, 5 в Новую Зеландию и ещё несколько на другие рынки. На японском рынке ST205 имел в стандарте автоматический климат-контроль и кондиционер, а ABS изначально была необязательной, но вошла в стандарт с августа 1996 года. Экспортные модели WRC получили только автоматическую систему кондиционирования воздуха, и все с ABS в стандарте.

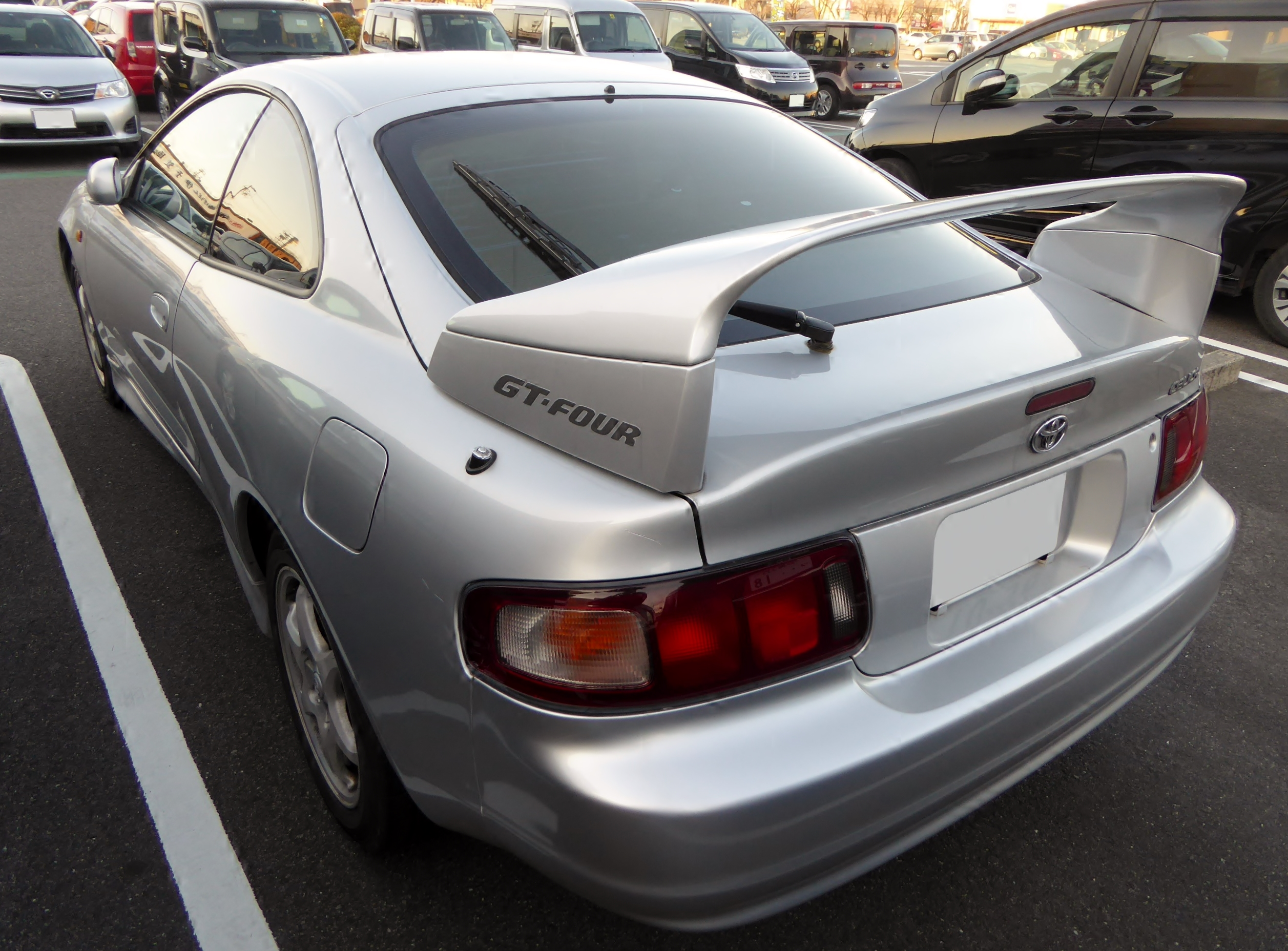
Вид сзади

Официальных моделей WRC изначально было произведено 2500 единиц только в 1994 году, как того требуют правила омологации в WRC. Все автомобили ST205, проданные в Австралии были моделями WRC и назывались GT-Four Group A Rallye. Все австралийские версии ST205 шли с кожаным интерьером, и опционально с кондиционером и стеклянным люком. Каждый из 77 автомобилей также имели номерную табличку около рычага переключения передач. Подвеска у этих автомобилей, в отличие от раллийных, была стандартной.
В августе 1995 года ST205 получил незначительные изменения, представлявшие собой новые 6-спицевые сплавные колёса, контурные боковые спойлеры или пороги, а также переработанный задний спойлер. На японской модели появились рестайлинговые задние фонари. Высокий, в стиле WRC, задний спойлер не был доступен после этого фейслифтинга, но вернулся после второго незначительного изменения в декабре 1997 года.
В 1995 году на Чемпионате мира по ралли, команда Toyota была дисквалифицирована со стороны FIA на один год за запрещённые изменения в системе турбонаддува на ралли Каталуньи. Президент FIA, Макс Мосли, назвал изменения «самое сложное устройство, что я видел за 30 лет в автоспорте». Команду Toyota и её гонщиков, Юха Канккунен, Дидье Ориоль и Армин Шварц лишили всех очков в чемпионате. Мосли заявил, что «нет никаких предположений, что водители были в курсе того, что происходит».

Хотя команду TTE дисквалифицировали до сезона Чемпионата мира по ралли 1996 года, Celica ST205 участвовала на WRC в 1996 и 1997 году в некоторых командах, особенно итальянской HF Grifone и командах импортеров Toyota в отдельных странах.